# 长乐公主 (西晋)
长乐公主（？—274年），西晋的公主。
泰始十年（274年）春，长乐公主去世，晋武帝高声号哭三天。